# 贺兰军
贺兰军，是1949年8月宁夏马鸿逵组建的部队，取名意指宁夏失守后撤到到贺兰山打游击，进而退到腾格里沙漠阿拉善旗抵抗到底。

## 历史
1949年8月组建：
- 军长马全良，兼宁夏兵团副司令官
- 副军长王伯祥
- 参谋长郑毅民
- 第二五七师：第十一军暂编第10师（原暂十旅）调归改称。师长马英才。驻望洪堡
  - 第1团团长马建功（马全良之子）
  - 第2团团长马家骅（马鸿逵之长孙）
  - 第3团团长余正朝
- 保安第一师，师长王有禄。保一纵队编成，辖两个团。驻宁夏。
- 保安第三师，师长马忠义
- 骑兵第十师，师长马敦厚，辖十九、二十团。驻定、盐、安3县。

该军编成后驻守宁夏中宁，1949年9月宁夏战役中保安第一、第三师被歼灭。贺兰军军长马全良和第一二八军军长卢忠良、第十一军军长马光宗领衔通电求和：“毛主席、朱总司令、彭副总司令：国民党秉国以来，领导无方，纪纲不振，民生凋敝，至战祸弥漫全国，强者死于炮灰，弱者流于沟壑，刻又战事迫近西北，面临宁夏。全良等不忍地方70万军民遭受涂炭。爰于本月20日停战，服从毛主席领导，实行民主，俾人民登于祉席，国基安如磐石。至于军事如何改编，政治如何革新，听候协商，一致服从。”彭德怀副总司令于9月21日晚发出十万火急复电：“贺兰军马军长、一二八军卢军长、十一军马军长：经电悉，诸将既愿宁夏问题和平解决，殊堪欣慰，望督率部即速见诸实行，此间即告杨得志司令员知照，即派代表至中宁与杨司令员接洽，特复。”9月21日部队陷入混乱，社会秩序大乱。9月22日夜马全良和副军长王伯祥过仁存渡口去吴忠堡，9月23日上午，向解放军第六十四军军长曾思玉，副政委傅崇碧，参谋长袁佩爵表示愿意带路与解放军先头部队一起进城接管。1949年9月23日驻大坝、小坝的贺兰军和驻银川的十一军部队自行溃散，散兵游勇四处抢劫，宁夏河西地区秩序大乱。马全良、副军长王伯祥陪同解放军先头部队第六十四军第191师副师长孙树峰带领572团二营和三营1个连于23日晚冒雨在仁存渡口过黄河，乘宁夏方面派出的40辆汽车，于深夜24时进驻银川城，并接管了飞机场，控制了局势。